# Куп европских шампиона у рагбију
Куп европских шампиона у рагбију (енгл. European Rugby Champions Cup) је најелитније клупско рагби јунион такмичење Европе.

## Историја
Куп европских шампиона је рагби јавности познат и као Хајникен Куп или Лига Шампиона. Први пут је почео да се игра у сезони 1995-1996. Највише успеха су до сада имали француски клубови.
Финала купа европских шампиона у рагбију
1995-1996 Тулуз - Кардиф 21-18
1996-1997 Брив - Лестер 28-9
1997-1998 Бат - Брив 19-18
1998-1999 Алстер - Коломје 21-6
1999-2000 Нортхемптон - Манстер 9-8
2000-2001 Лестер - Стад Франс 34-30
2001-2002 Лестер - Манстер 15-9
2002-2003 Тулуз - Перпињан 22-17
2003-2004 Воспс - Тулуз 27-20
2004-2005 Тулуз - Стад Франс 18-12
2005-2006 Манстер - Бијариц 23-19
2006-2007 Воспс - Лестер 25-9
2007-2008 Манстер - Тулуз 16-13
2008-2009 Ленстер - Лестер 19-16
2009-2010 Тулуз - Бијариц 21-19
2010-2011 Ленстер - Нортхемптон 33-22
2011-2012 Ленстер - Алстер 42-12
2012-2013 Тулон - Клермон 16-15
2013-2014 Тулон - Сараценс 23-6
2014-2015 Тулон - Клермон 24-18
2015-2016 Сараценс - Расинг 21-9

## О такмичењу
У купу европских шампиона учествује 20 рагби јунион клубова, 6 клубова из француске Топ 14 лиге, 6 клубова из енглеског Премијершипа, 6 клубова из Про 12 лиге ( Ирска, Шкотска, Велс, Италија ) и један клуб који победи у квалификационом мечу ( или француски или енглески клуб ). 20 клубова подељени су у пет група. Свака група има четири екипе, у четвртфинале иду првопласирани из сваке групе и три најбоље другопласиране екипе. Сваки тим у групној фази купа европских шампиона игра три утакмице као домаћин и три утакмице у гостима. У четвртфиналу, полуфиналу и финалу нема реванша. У четвртфиналу и полуфиналу предност домаћег терена има она екипа која је освојила више бодова у групи, а велико финале које даје шампиона старог континета у рагбију игра се на неутралном терену. Победа у групи вреди четири бода, нерешено два бода, један бонус бод се добија за постигнута четири есеја у једној истој утакмици и један бонус бод за пораз мањи од осам поена разлике. Куп европских шампиона привлачи велику медијску пажњу, телевизијске куће са свих шест континената преносе мечеве купа европских шампиона ( BT Sport & Sky Sports, BBC Radio, RTÉ & IN Sports, France Télévisions, Sky Italia, Canal+, Setanta Sports, ESPN3, SportTV, Sportsnet World, Digi Sport, ESPN+ ). Просечна посећеност на мечевима купа европских шампиона је око 14 000 гледалаца, а на дерби мечевима буде и преко 80 000 љубитеља рагбија.
Куп европских шампиона 2015-2016
У купу европских шампиона у рагбију за сезону 2015-2016 учествоваће следеће екипе:
Сараценс, Екситер Чифс, Нортемтон Сеинтс, Бат, Лондон Васпс, Лестер Тајгерс - Енглеска
Тулон, Тулуз, Стад Франс, Расинг 1982, Бордо Биглс, Клермон, Оинакс - Француска.
Алстер, Манстер, Леинстер - Ирска.
Оспрејс, Скерлетс - Велс.
Глазгов Вориорс - Шкотска.
Бенетон Тревизо - Италија. 
Индивидуални рекорди
Највише есеја у историји КЕШ
Винсент Клерк 36 есеја
Највише поена у историји КЕШ
Ронан Огара - 1365 поена
Највише одиграних мечева историји КЕШ
Ронан Огара 110 мечева
Највише есеја у једној сезони
Крис Ештон - 11 есеја
Највише поена у једној сезони
Диего Домингез - 188 поена